# Palatinado
Um palatinado é um território administrado por um conde palatino, originalmente o representante direto de um soberano, mas posteriormente, o governante hereditário do território subordinado ao suserano da coroa. O termo foi usado por muitos estados dentro do Sacro Império Romano-Germânico.

## Alemanha
- Palatinado (região) (Pfalz, ex-Rheinpfalz), na Renânia-Palatinado
  - Renânia-Palatinado (Rheinland-Pfalz), atual estado federal no sudoeste da Alemanha
  - Palatinado (região) (Pfalz, ex-Rheinpfalz), na Renânia-Palatinado
  - Palatinado (região vinícola), na Renânia-Palatinado
  - Floresta do Palatinado (Pfälzerwald) no sudoeste da Alemanha
- Alto Palatinado (Oberpfalz), região administrativa na Baviera
- Eleitorado do Palatinado ou Condado Palatino do Reno (em alemão: Kürpfalz), um Estado histórico do Sacro Império Romano-Germânico, antecedido por:
  - Condado Palatino da Lotaríngia 915–1085
  - Condado Palatino do Reno 1085–1356

- Outros estados históricos do Sacro Império Romano-Germânico, subdivisões do Palatinado:
  - Palatinado-Birkenfeld-Gelnhausen ou apenas Palatinado-Gelnhausen, com sede em Gelnhausen
  - Palatinado-Kleeburg, com sede em Kleeburg
  - Palatinado-Landsberg, com sede no castelo de Landsberg
  - Palatinado-Lautern, com sede em Kaiserslautern
  - Palatinado-Mosbach, com sede em Mosbach
  - Palatinado-Mosbach-Neumarkt, com sede em Mosbach
  - Palatinado-Neuburgo, com sede em Neuburgo do Danúbio
  - Palatinado-Neumarkt, com sede em Neumarkt in der Oberpfalz
  - Palatinado-Simmern, com sede em Simmern
  - Palatinado-Simmern e Zweibrücken, com sede em Zweibrücken
  - Palatinado-Simmern-Kaiserslautern, com sede em Kaiserslautern
  - Palatinado-Sulzbach, com sede em Sulzbach
  - Palatinado-Sulzbach-Hilpoltstein ou apenas Palatinado-Hilpoltstein, com sede em Hilpoltstein
  - Palatinado-Zweibrücken, com sede em Zweibrücken
  - Palatinado-Zweibrücken-Birkenfeld, com sede em Birkenfeld
  - Palatinado-Zweibrücken-Vohenstrauss-Parkstein, com sede em Vohenstrauß e em Parkstein

## Polônia
Na Polônia, os palatinos permaneceram não-hereditários ou semi-hereditários, nomeados vitalícios pelo rei e estão, muitas vezes, dentro de uma mesma família. A denominação foi dada aos antigos principados quando eles foram reunificados no Reino da Polônia, uma vez que o título principesco retornou ao rei e as terras foram destinadas a um palatino, chamado palatinus em latim ou wojewoda em polonês (a tradução polonesa para Dux Exercituum / Herzog, já que ele era o comandante-chefe e o posto político logo abaixo do rei, uma vez que existia apenas um palatino real). Mais tarde, na República das Duas Nações, novos palatinados foram criados. Por motivos acima expostos, o termo palatinatus foi fundido com o polonês województwo, mas permaneceu palatinatus nos documentos oficiais do Estado em latim.
Alguns autores afirmam que apenas no período anterior ao século XIX é que deve-se traduzir województwa como palatinados. Para eles a palavra província parece muito melhor representativa para as unidades administrativas atuais também chamadas województwa, assim como o atual wojewoda (governador) dificilmente pode ser comparado ao título e ao posto de seu homônimo do período anterior ao século XIX. Mas, nos documentos da Igreja, a palavra palatinado ainda é usada no início do século XX, quando ela refere-se claramente a uma województwo.